# Ark (альбом The Animals)
| Оценки критиков | Оценки критиков |
| Источник        | Оценка          |
| --------------- | --------------- |
| Allmusic        | [ 1 ]           |

Ark — альбом оригинального состава группы The Animals. Выпущенный в 1983 году на лейбле I.R.S. Records, он достиг максимума на 66 месте в Billboard Top 200. Альбом  стал второй и последней попыткой воссоединения первоначального состава группы. За альбомом последовало турне группы.
Песня «The Night» имела умеренный успех в США, достигнув № 48 в Billboard Hot 100 и № 34 в Mainstream Rock Tracks. За синглом последовала песня «Love Is for All Time». Обе песни были написаны и записаны для сольного альбома Эрика Бёрдона, но были отложены, как только планы воссоединения получили дальнейшее развитие. Многие другие песни были написаны Бёрдоном и его командой. Песня «No John No» была написана Аланом Прайсом.
Этот альбом следует недавней тенденции многих групп-ветеранов, таких как Fleetwood Mac, Стиви Никс, Джексон Браун, Линда Ронстадт, Queen и т. д., когда они либо обогащали свое классическое звучание, либо полностью меняли его на панк\нью-вейвовое. The Animals не стали исключением, и Ark продемонстрировал ярко выраженное звучание новой волны\пост-панка.

## Список композиций
1. «Loose Change» (Стив Грант) (3:01)
2. «Love Is for All Time» (Эрик Бёрдон, Дэнни Эверитт, Терри Уилсон[англ.]) (4:23)
3. «My Favourite Enemy» (Грант) (3:46)
4. «Prisoner of the Light» (Бёрдон, раскин, Стерлинг) (4:09)
5. «Being There» (Джемвеллс) (3:29)
6. «Hard Times» (Бёрдон, Стерлинг) (2:55)
7. «The Night» (Бёрдон, Эванс, Стерлинг) (3:55)
8. «Trying to Get You[англ.]» (Мэри Роуз Маккой[англ.], Чарли Синглетон[англ.])-(4:16)
9. «Just Can’t Get Enough» (Бёрдон, Стерлинг) (3:54)
10. «Melt Down» (Эверитт, Уилсон) (3:08)
11. «Gotta Get Back to You» (Эверитт, Уилсон) (2:42)
12. «Crystal Nights» (Энтони, Бёрдон, Льюис, Стерлинг) (4:12)
13. «No John No» (Алан Прайс) (4:18) (трек на CD, но не на оригинальном релизе. Би-сайд «The Night»)

За исключением бонус-трека на компакт-диске, авторские права на песни приведены в том виде, в котором они были указаны при первоначальном издании альбома в 1983 году (I.R.S. Records, SP-70037). Когда альбом был переиздан в 2002 году на компакт-диске (Castle Records, 06076-81172-2), авторство песен Эверитта, Уилсона и Гемвелла было удалено. В результате на треках 5, 10 и 11 («Being There», «Melt Down» и «Gotta Get Back to You») было указано «Неопознанный». Также Бердон остался единственным автором песни для трека 2 («Love Is for All Time»).
Когда альбом был переиздан на лейбле Repertoire в 2008 году, авторство песен «Melt Down», «Gotta Get Back To You» и «Being There» было восстановлено.
В 2014 году альбом был переиздан в качестве тиража по требованию компанией Amazon с использованием CD в качестве источника. В оформлении был исключен буклет в пользу названий песен.

## Участники записи
The Animals
- Эрик Бёрдон — вокал
- Хилтон Валентайн — гитара
- Алан Прайс — клавишные, бэк-вокал
- Чес Чендлер — бас-гитара , бэк-вокал
- Джон Стил — ударные

Дополнительный персонал
- Зут Мани — клавишные
- Стив Грант — гитара, синтезатор, бэк-вокал
- Стив Грэгори[англ.] — тенор-саксофон, баритон-саксофон
- Ниппи Ноя[англ.] — перкуссия

### Производственный персонал
Продюсерство приписывается всем пяти участникам группы. Стив Липсон участвовал в создании треков 2, 3, 4, 5, 7, 9 и 10. Звукорежиссёрство приписывается Липсону на тех треках, где он указан как сопродюсер и Нику Рудруму на остальных треках.